# Kirk Muller
Pour les articles homonymes, voir Muller.
Kirk Muller (né le 8 février 1966 à Kingston, Ontario au Canada) est un joueur canadien de hockey sur glace. Ayant joué dix-neuf saisons complètes dans la Ligue nationale de hockey (LNH), de 1984 à 2003. De 2016 à 2021, il est entraîneur associé dans l'organisation du Canadiens de Montréal de la LNH, après avoir agi comme entraîneur-adjoint chez les Blues de Saint-Louis de 2011 à 2014 et entraîneur-chef chez les Hurricanes de la Caroline de 2014 à 2016.

## Carrière
Natif de Kingston en Ontario, il a commencé sa carrière avec les Canadiens de Kingston en 1984, puis il a poursuivi sa carrière junior avec les Platers de Guelph.
Repêché au deuxième rang derrière Mario Lemieux par les Devils du New Jersey au cours du repêchage d'entrée dans la LNH 1984, il devient l'un des joueurs les plus importants des Devils, puis il est échangé à Montréal en 1991.
À Montréal, il est très apprécié des fans qui le surnomment le « Capitaine Kirk ». Il a aidé l'équipe à gagner la Coupe Stanley en 1993, mais en 1995, il fut échangé aux Islanders de New York. Pierre Turgeon s'amènera à Montréal à la suite de cet échange.
Par la suite, il est échangé aux Maple Leafs de Toronto en 1996. Suivront les Panthers de la Floride et les Stars de Dallas. Il ne marque plus autant de buts qu'auparavant et il termine sa carrière en jouant un rôle plus défensif.
Il met fin à sa carrière après la saison 2002-2003. Il devient entraîneur-chef des Golden Gaels de l'Université Queen's lors de la saison 2005-06. Son expérience au niveau universitaire ne durera qu'une saison puisque le 20 juin 2006, Guy Carbonneau annonce qu'il devient entraîneur-adjoint du Canadiens de Montréal.
L'été 2011, il est nommé entraîneur-chef des Admirals de Milwaukee, club-école des Predators, dans la ligue américaine. Il devient ensuite entraîneur-chef des Hurricanes de la Caroline jusqu'en 2014.
Il revient avec les Canadiens de Montréal en tant qu'entraîneur associé auprès de Michel Therrien, puis de Claude Julien. En août 2020, à l'occasion des séries éliminatoires de la Coupe Stanley, il prend le rôle d'entraîneur-chef par intérim des Canadiens de Montréal, à la suite d'un malaise de Julien.
Le 24 février 2021, l'entraîneur Claude Julien et Kirk Muller sont congédiés par l'organisation. Le poste d'adjoint est confié à Alex Burrows.
Le 10 juin 2021, Kirk Muller est nommé entraîneur adjoint pour les Flames de Calgary sous la direction de Darryl Sutter.

### Records
Muller a participé à six Matchs des étoiles de la LNH. Le 29 novembre 1986, il a marqué six points dans la même soirée contre les Kings de Los Angeles au Los Angeles Forum. Cela est un record pour un joueur de son équipe. Les Kings ont remporté le match 9-6.

## Statistiques

### Joueur
| Saison     | Équipe                 | Ligue      |       | Saison régulière | Saison régulière | Saison régulière | Saison régulière | Saison régulière |    | Séries éliminatoires | Séries éliminatoires | Séries éliminatoires | Séries éliminatoires | Séries éliminatoires |
| Saison     | Équipe                 | Ligue      | PJ    | B                | A                | Pts              | Pun              | PJ               | B  | A                    | Pts                  | Pun                  |                      |                      |
| 1980-1981  | Canadians de Kingston  | LHO        | 2     | 0                | 0                | 0                | 0                | -                | -  | -                    | -                    | -                    |                      |                      |
| 1981-1982  | Canadians de Kingston  | LHO        | 67    | 12               | 39               | 51               | 27               | 4                | 5  | 1                    | 6                    | 4                    |                      |                      |
| 1982-1983  | Platers de Guelph      | LHO        | 66    | 52               | 60               | 112              | 41               | -                | -  | -                    | -                    | -                    |                      |                      |
| 1983-1984  | Platers de Guelph      | LHO        | 49    | 31               | 63               | 94               | 27               | -                | -  | -                    | -                    | -                    |                      |                      |
| 1983-1984  | Canadian National Team | Intl       | 21    | 4                | 3                | 7                | 6                | -                | -  | -                    | -                    | -                    |                      |                      |
| 1984-1985  | Devils du New Jersey   | LNH        | 80    | 17               | 37               | 54               | 69               | -                | -  | -                    | -                    | -                    |                      |                      |
| 1985-1986  | Devils du New Jersey   | LNH        | 77    | 25               | 41               | 66               | 45               | -                | -  | -                    | -                    | -                    |                      |                      |
| 1986-1987  | Devils du New Jersey   | LNH        | 79    | 26               | 50               | 76               | 75               | -                | -  | -                    | -                    | -                    |                      |                      |
| 1987-1988  | Devils du New Jersey   | LNH        | 80    | 37               | 57               | 94               | 114              | 20               | 4  | 8                    | 12                   | 37                   |                      |                      |
| 1988-1989  | Devils du New Jersey   | LNH        | 80    | 31               | 43               | 74               | 119              | -                | -  | -                    | -                    | -                    |                      |                      |
| 1989-1990  | Devils du New Jersey   | LNH        | 80    | 30               | 56               | 86               | 74               | 6                | 1  | 3                    | 4                    | 11                   |                      |                      |
| 1990-1991  | Devils du New Jersey   | LNH        | 80    | 19               | 51               | 70               | 76               | 7                | 0  | 2                    | 2                    | 10                   |                      |                      |
| 1991-1992  | Canadiens de Montréal  | LNH        | 78    | 36               | 41               | 77               | 86               | 11               | 4  | 3                    | 7                    | 31                   |                      |                      |
| 1992-1993  | Canadiens de Montréal  | LNH        | 80    | 37               | 57               | 94               | 77               | 20               | 10 | 7                    | 17                   | 18                   |                      |                      |
| 1993-1994  | Canadiens de Montréal  | LNH        | 76    | 23               | 34               | 57               | 96               | 7                | 6  | 2                    | 8                    | 4                    |                      |                      |
| 1994-1995  | Canadiens de Montréal  | LNH        | 33    | 8                | 11               | 19               | 33               | -                | -  | -                    | -                    | -                    |                      |                      |
| 1994-1995  | Islanders de New York  | LNH        | 12    | 3                | 5                | 8                | 14               | -                | -  | -                    | -                    | -                    |                      |                      |
| 1995-1996  | Islanders de New York  | LNH        | 15    | 4                | 3                | 7                | 15               | -                | -  | -                    | -                    | -                    |                      |                      |
| 1995-1996  | Maple Leafs de Toronto | LNH        | 36    | 9                | 16               | 25               | 42               | 6                | 3  | 2                    | 5                    | 0                    |                      |                      |
| 1996-1997  | Maple Leafs de Toronto | LNH        | 66    | 20               | 17               | 37               | 85               | -                | -  | -                    | -                    | -                    |                      |                      |
| 1996-1997  | Panthers de la Floride | LNH        | 10    | 1                | 2                | 3                | 4                | 5                | 1  | 2                    | 3                    | 4                    |                      |                      |
| 1997-1998  | Panthers de la Floride | LNH        | 70    | 8                | 21               | 29               | 54               | -                | -  | -                    | -                    | -                    |                      |                      |
| 1998-1999  | Panthers de la Floride | LNH        | 82    | 4                | 11               | 15               | 49               | -                | -  | -                    | -                    | -                    |                      |                      |
| 1999-2000  | Stars de Dallas        | LNH        | 47    | 7                | 15               | 22               | 24               | 23               | 2  | 3                    | 5                    | 18                   |                      |                      |
| 2000-2001  | Stars de Dallas        | LNH        | 55    | 1                | 9                | 10               | 26               | 10               | 1  | 3                    | 4                    | 12                   |                      |                      |
| 2001-2002  | Stars de Dallas        | LNH        | 78    | 10               | 20               | 30               | 28               | -                | -  | -                    | -                    | -                    |                      |                      |
| 2002-2003  | Stars de Dallas        | LNH        | 55    | 1                | 5                | 6                | 18               | 12               | 1  | 1                    | 2                    | 8                    |                      |                      |
| Totaux LNH | Totaux LNH             | Totaux LNH | 1 349 | 357              | 602              | 959              | 1 223            | 127              | 33 | 36                   | 69                   | 153                  |                      |                      |

### Entraîneur
| Saison    | Équipe                               | Ligue |    | PJ | V  | D | N  | Pr   | % V           |  | Séries éliminatoires |
| 2005-2006 | Golden Gaels de l'Université Queen's | SIC   | 24 | 7  | 15 | 1 | 1  | 31,8 |               |  |                      |
| 2011-2012 | Admirals de Milwaukee                | LAH   | 17 | 10 | 6  | 0 | 1  |      |               |  |                      |
| 2011-2012 | Hurricanes de la Caroline            | LNH   | 57 | 25 | 20 | 0 | 12 | 54,4 | non qualifiés |  |                      |
| 2012-2013 | Hurricanes de la Caroline            | LNH   | 48 | 19 | 25 | 0 | 4  | 43,8 | non qualifiés |  |                      |